# Abiéhou
Abiéhou est une localité dans le Sud de la Côte d'Ivoire dans la région de l'Agnéby-Tiassa. Le Village d'Abiéhou est administrativement rattaché au département de Sikensi ,.